# Коммунио

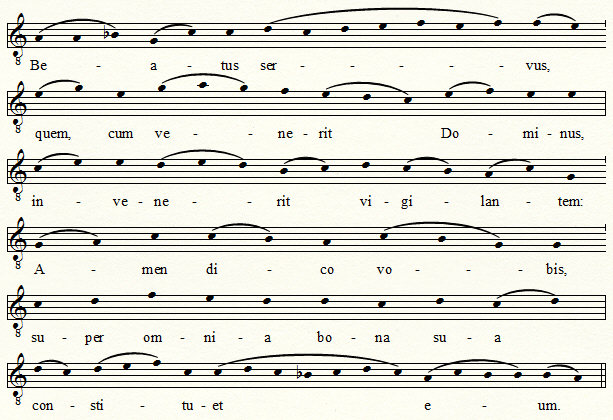
Коммунио Beatus servus (транскрипция по Liber usualis, p. 1203) в певческих книгах католиков традиционно атрибуируется как распев III (транспонированного) тона. С точки зрения современного исследователя, если петь это коммунио без b-круглого («си-бемолей», отсутствующих в наиболее ранних невменных рукописях), распев вписывается в структуру переменного ионийско-эолийского лада (в теории монодических ладов до XVI века ионийский и эолийский лады «не существовали»)

Комму́нио (от лат. communio — «причастие») в богослужении католиков — антифон мессы, исполняемый во время причастия клира и прихожан, причастный антифон. Коммунио относится к наиболее загадочным и неоднородным жанрам григорианики.

## Краткая характеристика
Литургически коммунио входит в проприй мессы. С точки зрения (текстомузыкальной) формы коммунио, как и всякий антифон, традиционно исполнялось с псалмом того же тона, в котором написан антифон; после каждого псалмового стиха («верса») антифон повторялся (то есть выполнял функцию рефрена). Начиная с Позднего Средневековья (также в современном сокращённом богослужении) исполняется только антифон без псалмов. Мелодика древнейших коммунио, как правило, невматического типа (Dicit Dominus VI тона). Более поздние по происхождению коммунио содержат значительные распевы текста (см. Мелизматическое пение); к числу последних относится, например, Unam petii (VII тона), мелодия которого известна также как большой респонсорий.
В гармонии нерешённой остаётся проблема идентификации лада в мелодически развитых коммунио как, например, в знаменитом Beatus servus (см. иллюстрацию). «По проценту мелодий, обнаруживающих ладовую переменность (tonal instability), и, как следствие, по неопределённости ладовой атрибуции (ambiguity of modal assignment) коммунио превосходит любой другой тип григорианского хорала» (В. Апель). Уже в Средние века типично отнесение одного и того же коммунио к разным ладам. Немецкий источниковед У. Бомм (1929) приводит 46 распевов, ладовая атрибуция которых отличается от одной рукописи к другой. Позже, американский музыковед-медиевист Джеймс Маккиннон считал, что причина ладовой нестабильности таких коммунио, «видимо, как-то связана с их поздним внедрением в римский [певческий] репертуар».

## Коммунио в других традициях
Причастие в православном и протестантском богослужениях также сопровождается музыкой. В Греции хоровое пение к причастию (κοινωνικόν) восходит к напевной речитации псалма (в форме тропаря) во время причастия в Византии. Древнейшим (согласно Д. Кономосу) причастным тропарём был Γεύσασθε καὶ ἴδετε («Вкусите и видите» [яко благ Господь]; Пс. 33:9). В лютеранстве (оригинальный термин Sub communione) это, как правило, инструментальная музыка, исполняемая на органе.